# جیران (فیلم)
جیران (انگلیسی: Giran) فیلمی در ژانر مستند است که در سال ۲۰۰۹ منتشر شد.